# Hydulphe de Lobbes
Pour les articles homonymes, voir Saint Hydulphe.
Saint Hydulphe ou Hidulphe, moine, mort en 707. Il est fêté le 23 juin. Curieusement, un moine homonyme est mort la même année, le 11 juillet.
Comme son épouse, sainte Aye, il adopta la vie religieuse : il entra à l'abbaye Saint-Pierre de Lobbes. Il participa à la fondation du monastère de Mons : il fit don à Waudru, cousine d'Aye, d'un terrain sur lequel il avait fait bâtir un oratoire.
Selon Jacques de Guyse, Hydulphe fut un comte de Hainaut, mais cela semble douteux.

## Articles liés
- Aye de Mons
- Abbaye Saint-Pierre de Lobbes